# Tatanka (film)
Tatanka è un film del 2011 diretto da Giuseppe Gagliardi, tratto dal racconto di Roberto Saviano Tatanka skatenato incluso ne La bellezza e l'inferno.
Il film ha come attore protagonista il pugile Clemente Russo, al suo esordio come attore cinematografico.

## Trama
Michele e Rosario, amici d'infanzia, crescono a Marcianise, paese campano in cui le leggi della camorra prevalgono su quelle dello Stato. Dediti fin da ragazzi a furti e rapine, durante una fuga per sfuggire alla polizia si rifugiano in una palestra e vengono coperti dal proprietario Sabatino, il quale nota il talento di Michele nella boxe a seguito di una rissa con un altro ragazzo. Successivamente Rosario ha un alterco in spiaggia con dei ragazzi che si vendicano pestandolo sotto casa sua. Rosario reagisce ferendo uno di essi con un coltello, venendo condannato per lesioni. Nel frattempo Michele inizia a frequentare la palestra di Sabatino, che gli organizza degli incontri di pugilato e gli inculca il sogno di partecipare alle Olimpiadi. Durante uno dei match Michele viene soprannominato Tatanka. Sabatino organizza un incontro con un ispettore suo amico per facilitare l’accesso alla Fiamme oro della Polizia di Stato da parte di Michele ma questi alla fine non si presenta, venendo coinvolto da Rosario, appena uscito, nella vendetta verso il ragazzo che lo aveva denunciato. I due si introducono nel magazzino del padre del ragazzo ma vengono sorpresi da una guardia giurata che costringe Michele a togliersi la calza che gli copriva il volto.
Rosario prima disarma e poi alla fine uccide la guardia, perché aveva riconosciuto l'amico, ma essendoci le telecamere Michele viene condannato a 8 anni per rapina e complicità in omicidio, coprendo fine alla fine Rosario.
Michele ha continuato ad allenarsi in carcere ed ha ancora il sogno di sfondare nella boxe. Con l'aiuto di Rosario, ormai in combutta con boss il camorrista Don Salvatore Vitiello, rimette in sesto la palestra di Sabatino e torna a lottare, con ottimi esiti. In realtà Rosario vuole solo sfruttare l'amico e gli chiede di perdere un incontro, essendoci forti scommesse contro di lui. Michele non esegue e per sfuggire alla vendetta di Don Salvatore fugge in Germania da Carolina, una donna con cui in precedenza aveva avuto dei rapporti. 
Michele aiuta a gestire Carolina il suo locale e lavora come cameriere ma il richiamo della boxe torna sempre, stavolta sotto forma di incontri clandestini a mani nude, cui inizia a partecipare. In uno di questi c'è una retata della polizia e Michele evita l'arresto grazie a Vinko. Questi gli fa notare che nonostante la potenza e la rabbia non dispone ancora di una buona tecnica e inizia ad allenarlo. Successivamente lo iscrive ad un torneo clandestino di boxe, che Michele vince. 
Tornato in Italia per il funerale del nonno, Michele si rivede con Sabatino e gli dice voler ancora partecipare alle Olimpiadi, essendo adesso migliorato come pugile, e quindi di voler restare in Italia. Successivamente viene avvicinato anche da Rosario che gli chiede di bere una cosa insieme. Michele pensa che Rosario sia andato lì per ucciderlo ma così non è: Rosario uccide gli uomini che erano con lui, ma viene a sua volta colpito, morendo tra le braccia dell'amico. Michele continuerà a boxare e a coltivare il suo sogno, nel ricordo di Rosario.

## Produzione
Prodotto con il contribuito del Ministero dei Beni Culturali, che ha stanziato 1.400.000 euro, il film è stato girato tra Italia, Germania e Turchia. In Italia le riprese sono avvenute in Campania nelle città di Caserta, Bacoli, San Felice a Cancello, Castel Volturno, Maddaloni, Marcianise e Santa Maria Capua Vetere.

## Distribuzione
Il film è uscito nelle sale cinematografiche italiane il 6 maggio 2011 a cura della Bolero Film.

## Colonna sonora
- Sott'e stelle - (Tony Colombo)
- Ragione e sentimento - (Maria Nazionale) di: A. Casaburi-F. Chiaravalle
- Bancomat ogni matina - (Natale Galletta) di: A. Casaburi- G. Fiorellino
- "Gymnopedie n.1" - (Erik Satie)

## Controversie
Dopo la sua partecipazione al film, Clemente Russo, appartenente al Gruppo Sportivo Fiamme Oro, è stato sospeso per un periodo di sei mesi dalla Polizia di Stato. Secondo Il Mattino, Russo è stato punito per via di alcune scene esplicite che possono danneggiare l'immagine della Polizia: il corpo ha smentito il tutto, sostenendo che la sospensione di Russo deriva dalla mancanza di autorizzazione e dei permessi necessari per partecipare al film.

## Riconoscimenti
Il film ha ricevuto tre candidature ai Nastri d'argento: migliore attore non protagonista per Giorgio Colangeli, miglior fotografia e miglior sonoro in presa diretta.